# Glabridorsum simile
Glabridorsum simile là một loài tò vò trong họ Ichneumonidae.